# Oscar Tops
Oscar Tops is een Nederlandse dichter en oogarts.

## Biografie
Oscar Tops groeide op in Friesland en verhuisde daarna naar Zuid-Holland. Na zijn middelbare school begon hij aan de studie civiele techniek in Delft (net als zijn opa Hans Tops, naar wie het Ir. J.W. Tops-huis op de Oosterscheldekering vernoemd is), maar stapte over op de studie geneeskunde in Utrecht. De specialisatie oogheelkunde volgde hij in Maastricht.
Tevens volgde hij poëzie-opleidingen bij De Schrijversacademie en Editio. In 2022 werd hij genomineerd voor de Verhalenwedstrijd van het International Literature Festival Utrecht (ILFU), in de categorie poëzie. In 2023 won hij de vakjuryprijs van het 21e Schrijverspodium. In datzelfde jaar schreef hij Haast honderd onthaastende haikoes (99 haiku’s over koeien), uitgebracht door uitgeverij Palmslag. In 2024 verscheen zijn eerste bundel met vrije verzen, Laserbundel, bij uitgeverij Magonia. In 2024 werd hij genomineerd voor de AMAI-award (voor zowel het beste Instagram-gedicht, als de beste Instagram-quote van het jaar), stond hij op de shortlist van de Rob de Vos-prijs en op de longlist van de Editio Debutantenwedstrijd. In mei 2025 werd hij verkozen tot runner-up van de Poetryslam Amsterdam, in café Festina Lente.
Tops publiceerde in uiteenlopende tijdschriften en platforms, waaronder De Gids (tijdschrift), Optimist (tijdschrift), Neerlandistiek (Laurens Jz. Coster), Meander magazine, Landauer, Seizoenszine, MUGzine, Schreef, Ganymedes, De Baaierd, De Sprekende Ezels, Medisch Contact, DUB (digitale universiteitsblad van Universiteit Utrecht), Elders, Granate, Toorts en Alice (Schrijven Magazine). Hij heeft voorgedragen op gelegenheden als Poetry International, Vers vuur (VONK&Zonen), Johnny van Doorn-festival, Poetryslam Amsterdam, Film by the Sea en De Nacht van de Poëzie on tour. Daarnaast is hij tekstschrijver voor de organisatie Loesje.

## Openbare ruimte

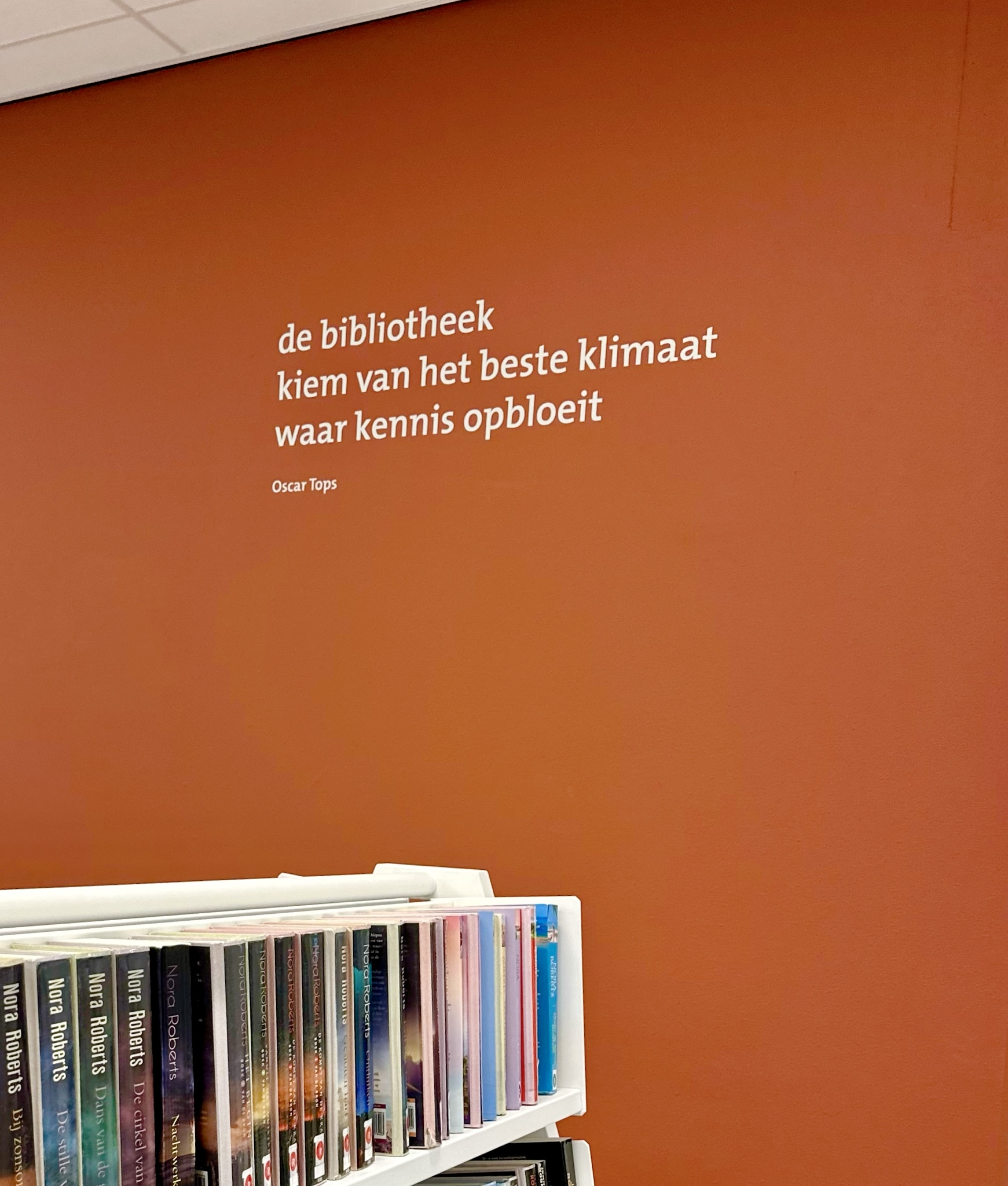
Haiku van Oscar Tops in de openbare bibliotheek van Best.

Een van Tops' gedichten, in dit geval een haiku, staat als muurschildering afgedrukt in de openbare bibliotheek van Best.

## Privé
Oscar Tops is getrouwd en heeft twee dochters.